# Gaston de Galliffet

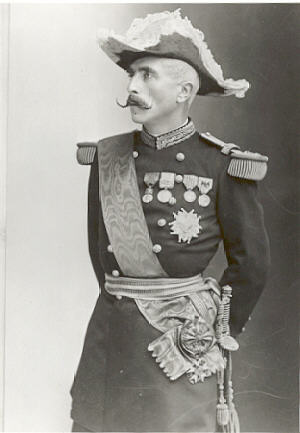
Gaston, marquis de Galliffet, foto van Nadar

Gaston Alexandre Auguste de Gallifet, marquis van Galliffet, prins van Martigues (Parijs, 23 januari 1830 – Parijs, 9 juli 1909) was een Frans generaal en politicus.

## Levensloop

### Achtergrond en vroege carrière
Gaston, marquis de Galliffet was de laatste mannelijke telg uit de familie De Galliffet. Zijn ouders waren Alexandre Justin Marie, marquis de Galliffet, prince de Martigues en Marie Victoire Auguste Baulde de Vieuville. Hij studeerde en verwierf in 1846 een baccalaureaat in de letteren. In 1848 deed hij zijn intrede in het Franse leger. Hij diende bij lichte cavalerie. Op 3 oktober 1849 werd hij bevorderd tot brigadier en op 13 december 1850 volgde zijn bevordering tot onderofficier. In 1853 werd hij onderluitenant in het Regiment der Verkenners, de persoonlijke garde van keizer Napoleon III. Wegens zijn verdiensten werd hij onderscheidden als Ridder in het Legioen van Eer. In 1854, na het overlijden van zijn ouders, erfde hij een klein vermogen en dacht erover om ontslag uit het leger te nemen, maar bleef uiteindelijk actief militair. In 1855 werd hij naar de Krim gezonden en nam deel aan de Krimoorlog tegen Rusland. Tijdens de strijd om Sebastopol betoonde hij zich uiterst moedig. In 1857 werd hij bevorderd tot luitenant en naar Algerije gezonden om deel te nemen aan de pacificatie van de Franse kolonie. Vervolgens nam hij deel aan de Oostenrijks-Sardijnse Oorlog van 1859 (waarbij Frankrijk aan de zijde van de Italiaanse Nationalisten streed). In 1860 werd hij bevorderd tot kapitein van een regiment in Algerije en in hetzelfde jaar werd hij aide-de-camp van keizer Napoleon III. In 1863 volgde zijn bevordering tot majoor en maakte hij deel uit van het 1e Regiment der Huzaren en diende opnieuw in Algerije. Nadien werd hij bevorderd tot Officier in het Legioen van Eer.
Gaston de Galliffet nam deel aan de Franse veldtocht in Mexico en werd hierom 1865 luitenant-kolonel. In 1867 werd hij bevorderd tot kolonel. Op 14 augustus 1867 nam hij bevel over het 3e Afrikaanse Jagersregiment (Chasseurs d'Afrique).

### Onderdrukker van de Commune van Parijs
Gaston de Galliffet nam actief deel aan de Frans-Duitse Oorlog. Op 30 augustus 1870 werd hij bevorderd tot brigadegeneraal en twee dagen later, op 1 september, gaf hij de Jagers opdracht de Pruisische troepen bij Floing aan te vallen en te overweldigen. Deze (ouderwetse) cavalerieaanval mislukte en Galliffet werd krijgsgevangengenomen. Na de Frans-Duitse wapenstilstand van februari 1871 kon Galliffet naar Frankrijk terugkeren en kreeg het bevel over het Leger van Versailles dat tot taak had een einde te maken aan de Commune van Parijs. Hij viel op door zijn harde optreden tegen de communards, waardoor hij, samen met president Adolphe Thiers, de meest bekritiseerde Fransman werd en de bijnaam Fusillieur de la Commune kreeg.
Na de onderdrukking van de Commune werd Galliffet in 1872 commandant van een subdivisie te Batna die in de winter van 1872/1873 deelnam aan de onderdrukking van een Arabische opstand te El Golea (Algerije). Na de onderdrukking van deze opstand keerde hij in 1873 naar Frankrijk terug en werd bevelhebber van een infanteriebrigade van het 8ste Legerkorps. In 1875 werd hij divisiegeneraal en commandant van de 15e Infanteriedivisie te Dijon. Daarna was hij achtereenvolgens commandant van het 9e Legerkorps in Tours (1879-1882) en het 12e Legerkorps in Limoges (1882-1885). In 1885 werd hij lid van de Cobseil Supérieure de la Guerre (Opperste Oorlogsraad) en legde zich toe op de modernisering van de cavalerie. Daarnaast organiseerde hij diverse manoeuvres en verwierf reputatie als gedegen hervormer.
Galliffet was nadien ook inspecteur-generaal van drie militaire academies.

### Politieke carrière
Na de proclamatie van de Derde Franse Republiek verklaarde Galliffet zich loyaal aan de republiek. Later werd hij, ondanks zijn klerikale en Bonapartistische overtuigingen, een volgeling van Léon Gambetta. In 1880 benoemde de laatste hem tot militair gouverneur van Parijs. Hij werd vervolgens onderscheiden als Grand Officier de la Légion d'Honneur in 1880 en in 1887 kreeg hij het Grand-Croix de la Légion d'Honneur opgespeld. Het vertrouwen dat hij genoot in republikeinse kringen, legde hem geen windeieren: in 1899 werd hij als "republikeinse generaal" opgenomen in het kabinet-Waldeck-Rousseau als minister van Defensie met als opdracht het overwegend conservatieve en monarchistische leger te republicaniseren. Zijn lidmaatschap van de regering was, als onderdrukker van de Commune van Parijs, controversieel. In dezelfde regering was voor de eerste keer in de Franse geschiedenis ook een socialist, Alexandre Millerand, opgenomen.
Als minister van Defensie tekende Galliffet het bevel de zaak-Dreyfus te herzien. Alfred Dreyfus, een Frans legerkapitein van Joodse afkomst, was jaren tevoren op valse gronden veroordeeld wegens spionage. Dreyfus werd opnieuw veroordeeld, maar kreeg gratie. Gevreesd werd dat antisemitische officieren voor problemen zouden zorgen, maar Galliffet had alles prima onder controle en onrusten bleven uit. Op 21 september 1899 verklaarde Galliffet voor de Kamer van Afgevaardigden "l'incident est clos" ("De zaak is gesloten"). In werkelijk kwam er pas einde aan de affaire in 1906, toen Dreyfus formeel werd gerehabiliteerd.
Op 29 mei 1900 nam Galliffet, na kritiek van premier René Waldeck-Rousseau op het functioneren van enkele ministers, ontslag. Hij werd als minister van Defensie opgevolgd door generaal Louis André, die – in het kader van de republicanisering van het leger – een aantal bekwame generaals op non-actief stelde.
Gaston de Galliffet overleed op 79-jarige leeftijd.